# Roland Daugareil
Roland Daugareil est un violoniste français né le 6 août 1957 à Biarritz.

## Biographie
Roland Daugareil naît le 6 août 1957 à Biarritz.
Il étudie avec Pierre Doukan au Conservatoire national supérieur de musique de Paris, où il obtient des 1ers prix de violon et de musique de chambre en 1976, et se perfectionne ensuite auprès de Yehudi Menuhin, Sándor Végh, Franco Gulli (it) et Josef Gingold.
Il obtient un 1er prix au Concours international de Stresa et est également lauréat des Concours de Londres, Naples (Curci), Belgrade et Sion (Concours Tibor Varga).
En 1979, Roland Daugareil entre comme soliste à l'Orchestre de l'Opéra de Paris. Il fonde le Quatuor Ravel, dont il est premier violon durant dix ans.
Entre 1984 et 1990, il est premier violon solo de l'Orchestre philharmonique de Radio France, avant d'occuper le même poste à l'Orchestre national de Bordeaux-Aquitaine entre 1989 et 1996.
En parallèle, il mène une carrière de soliste. Comme pédagogue, il est professeur au Conservatoire national supérieur de musique de Lyon de 1995 à 2000 et au Conservatoire à rayonnement régional de Paris à partir de 1997. Il est aussi président et directeur artistique de l'Académie d'été de Biarritz. Comme musicien chambriste, il est membre cofondateur du Trio à cordes Sartory, en compagnie de l'altiste Tasso Adamopoulos et du violoncelliste Étienne Péclard.
En 1996, Roland Daugareil devient premier violon solo de l'Orchestre de Paris, où il reste en fonction jusqu'en 2021.
Depuis 2001, il est professeur de violon au Conservatoire national supérieur de musique de Paris, où il succède à Gérard Jarry.
Comme interprète, il joue sur un instrument Stradivarius de 1708, le « Txinka ». Roland Daugareil est lauréat du prix Darius Milhaud, de la médaille de la Ville de Paris, chevalier de l'Ordre national du Mérite et chevalier des Arts et des Lettres,,.